# Акт про унію (1707)
Акт про Унію або Акт про Союз (англ. Acts of Union; шотл. гел. Achd an Aonaidh) — законодавчий акт, ухвалений упродовж 1706 і 1707 року парламентами Англійського королівства та Шотландського королівства про утворення єдиної держави, названої Королівством Великої Британії.

## Історія
Упродовж приблизно 100 років, після успадкування шотландським королем Яковом VI англійського престолу від Єлизавети I, Англійське та Шотландське  королівства очолювались одним монархом, проте залишались незалежними державами. До ухвалення Акту у 1707 році різні спроби об'єднати держави вживались починаючи з 1606 року. У 1654 році по встановленневі диктатури Олівера Кромвеля згадуваним було видано ордонанс про повне державне злиття Англії та Шотландії, однак зі вступом на престол у 1660 році Карла II Стюарта суверенітет Шотландії було відновлено. Пізніше, у 1667 та 1689 роках здійснювались нові спроби об'єднання двох країн.
У обох країнах були прибічники та противники об'єднання. В Шотландії у цьому були зацікавлені головним чином з економічних міркувань: шотландські купці розраховували придбати доступ до торгівлі в Англії, а також з англійськими колоніями та факторіями, які до того були для них закриті. В Англії розраховували, що об'єднання дозволить нейтралізувати постійний осередок напруженості поблизу північних кордонів королівства, яким була політично нестабільна Шотландія, а також позбавити зовнішньополітичних противників англійського уряду того часу — абсолютистську Францію та якобітського претендента на англійський престол — потенційного союзника та можливої військової бази на острові.
Противниками об'єднання у Шотландії були переважно якобіти, а також їхні головні опоненти — шотландські пресвітеріани, які остерігались загроз непорушности становища пресвітеріанства як панівної релігії Шотландії з боку англіканської церкви. В Англії проєкти унії викликали критику головним чином з економічних міркувань. Зокрема, діяч партії торі Едвард Сеймур у 1700 році заявив: «Шотландія — жебрачка, а хто одружується із жебрачкою, тому у посаг дістаються воші».
Проте політична криза в Англії, спричинена тривалою Війною за іспанську спадщину, а також гірке економічне становище Шотландії, що загострилось, зокрема, через Дар'єнську кризу змусили сторони на початку XVIII століття перейти до практичних кроків з реялізації унії

## Союзна угода

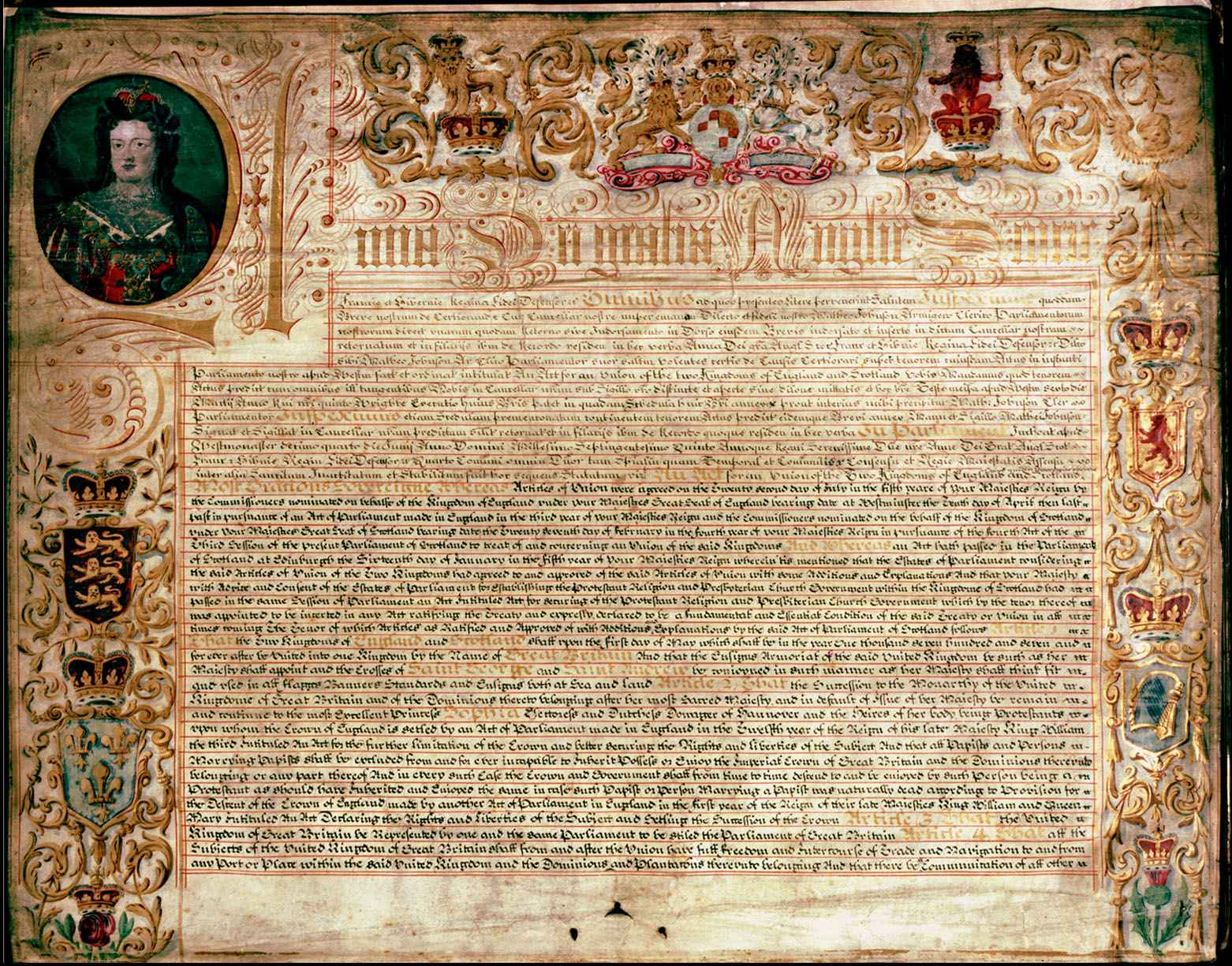
Оригінал угоди

Перемовини про умови об'єднання почались між делегаціями парламентів двох країн у Лондоні у квітні 1706 року. Деталі об'єднання було узгоджено до 22 липня 1706 року у формі Угоди, й були покладені в основу проекту Акту про унію, який упродовж наступних кількох місяців був затверджений парламентами обох країн. Угода включала до себе такі положення:
- Глава 1: Англія та Шотландія зливаються у єдине королівство під назвою «Велика Британія»;
- Глава 2: спадкування престолу у новому королівстві буде відбуватись на підставі англійського Акту про спадкування престолу 1701 року;
- Глава 3: нове королівство буде мати єдиний Парламент;
- Глави 4—18: встановлюють єдині правила у галузі торгівлі, податків, валюти й інших аспектів господарської діяльності.
- Глава 19: зберігається особлива юридична система Шотландії;
- Глава 20: зберігаються спадкові державні й судові посади;
- Глава 21: зберігаються права королівських міст (боро);
- Глава 22: у єдиному Парламенті Шотландію представляють 16 шотландських перів у палаті лордів і 45 представників Шотландії у палаті громад);
- Глава 23: шотландські пери мають рівні з англійськими права під час судів над перами;
- Глава 24: створення Великої печатки нового королівства;
- Глава 25: будь-які закони Англії та Шотландії, що суперечать умовам Угоди, проголошуються такими, що втратили чинність.

Додатково в Акті закріплювалось панівне становище пресвітеріанської церкви у Шотландії.
1 травня 1707 року, за правління королеви Анни Акт про Унію набрав чинності, парламенти Англії та Шотландії об'єднались у єдиний парламент Великої Британії, через що в англійській історіографії іноді Акт про Унію згадується як «Союз парламентів».
Після прийняття Акту про Унію було вжито спроби перейменувати Англію та Шотландію на Південну й Північну Велику Британію, але ця ідея не знайшла широкого застосування, особливо щодо Південної Великої Британії (Англії), хоча стосовно Шотландії термін Північна Велика Британія у деяких англійських закладах ще вживався якийсь час.
Акт про Унію ненавиділи численні прибічники вигнаної династії Стюартів. Користуючись цими настроями, Яків III Стюарт, претендент на престол, якого підтримали значні сили французів, здійснив у березні 1708 року спробу висадитись на шотландському березі. Висадка зазнала невдачі завдяки пильності англійського адмірала Бінга.
Після смерті Анни у 1714 році корона Великої Британії перейшла, відповідно до акту про спадкування престолу, до курфюрста ганноверського Георга, сина Софії, онуки Якова I. За цим сталось крупне повстання якобітів у Шотландії у 1715—1716 роках, в ході якого Яків Стюарт коронувався як шотландський король під ім'ям Якова VIII. Однак невдовзі повстання було придушено, і Шотландія залишилась у складі Великої Британії.
Встановлена Актом 1707 року унія зберігається донині; при цьому Шотландським актом 1998 року Шотландії надано певну внутрішню самостійність, та з 1999 року в Шотландії знову працює відтворений шотландський парламент.